# Anita Håkenstad Evertsen
Pour les articles homonymes, voir Evertsen.
Anita Håkenstad Evertsen (née le 19 février 1968 à Oslo) est une biathlète et coureuse de fond norvégienne. Elle a remporté les titres de championne du monde de course en montagne longue distance et championne d'Europe de course en montagne en 2007.

## Biographie
Anita est une excellente biathlète chez les juniors déjà. En 1985, elle devient championne junior de Norvège en individuel et en sprint. À l'âge de 17 ans, elle signe des performances dans la catégorie senior et remporte en 1985 avec Sanna Grønlid et Siv Bråten le titre de relais aux championnats de Norvège de biathlon à Fyresdal. Avec les mêmes coéquipières, elle gagne en 1986 à Geilo (ou 1987 à Tromsø) leur deuxième titre,. 
L'athlète de 1,70 m et 55 kg se tourne ensuite vers l'athlétisme et débute en 1985 dans le club d'Øystre Slidre, puis pour les clubs IF Minerva et Idrettslaget i Bondeungdomslaget (BUL) à Oslo. En tant que coureuse de montagne, elle rejoint à nouveau Øystre Slidre IL. Elle participe d'abord à des courses de demi-fond, puis de fond au fil du temps. Elle commence également le cross-country. Lors de sa première compétition internationale en 1985 aux championnats d'Europe d'athlétisme sur 1500 mètres, elle réalise un temps de 4 min 26 s 61 et se classe onzième. En 1986, elle participe aux premiers championnats du monde d'athlétisme juniors à Athènes. Elle court le 3000 mètres et termine avec son meilleur temps personnel de 9 min 12 s 80 en sixième place. En mars de la même année, elle participe aux championnats du monde de cross-country. La victoire est remportée par Zola Budd qui représente alors l'Angleterre. Anita est l'un des plus jeunes participantes à Colombier et se classe trentième en individuel et neuvième au classement par équipes (avec Grete Kirkeberg, Christine Sørum, et Anne Jorun Flaten). Cela reste son meilleur résultat individuel aux championnats du monde de cross-country. Ingrid Kristiansen, Maiken Sørum, Grete Kirkeberg et Anita terminent sixièmes du classement par équipes aux championnats du monde l'année suivante. En 1987 également, elle participe aux championnats du monde féminin de course sur route sur 15 kilomètres, et atteint la 57e place, De plus, elle remporte ses premiers championnats de Norvège dans une compétition d'athlétisme, avec le temps de 16 min 6 s 02 sur le 5000 mètres qu'elle remporte. Elle devient vice-championne de Norvège en 1989 sur la même distance. Son meilleur temps sur 5000 mètres est de 15 min 44 s 66 établi en juillet 1992 au stade Bislett à Oslo. Elle remporte un autre championnat national, celui de semi-marathon en 1996, avec un temps de victoire de 1 h 21 min 12 s. En 2003, elle termine troisième des championnats nationaux de semi-marathon. En cross-country, elle remporte trois fois le titre de Norvège, entre 1987 et 1996. 
Entre 1995 et 1997, Anita est l'un des meilleures coureuses de marathon de Norvège. Elle participe en 1995 et 1997 aux championnats du monde d'athlétisme, mais abandonne les deux fois. Les choses se passent mieux pour Anita aux Jeux olympiques d'Atlanta en 1996. Elle est la seule athlète norvégienne à prendre part au marathon remporté par l'Éthiopienne Fatuma Roba. Elle termine 48e avec un temps de 2 h 43 min 58 s. Le 29 septembre 1996, elle bat son record personnel lors du marathon de Berlin, en 2 h 30 min 8 s, deuxième derrière Colleen De Reuck. C'est le cinquième meilleur temps féminin d'une Norvégienne derrière Ingrid Kristiansen, Grete Waitz, Stine Larsen et Kirsten Melkevik Otterbu (en mai 2008). En 1997, elle remporte le marathon de Stockholm en un temps de 2 h 33 min 26 s. 
Depuis les années 2000, Anita cesse ses activités en ski de fond et commence la course en montagne. Elle remporte à nouveau les championnats nationaux de cross-country en 2005, puis entre 2005 et 2008, elle remporte quatre fois d'affilée les championnats de Norvège de course en montagne. En 2007, elle remporte la victoire au marathon de la Jungfrau en 3 h 23 min 5 s, épreuve comptant comme Challenge mondial de course en montagne longue distance, une compétition internationale de course de montagne lors de laquelle elle est la seule coureuse norvégienne. La même année, elle décroche le titre aux championnats d'Europe. Lors du Trophée mondial de course en montagne 2008, Anita se classe sixième et remport le titre par équipes en tant que membre de l'équipe norvégienne. En 2008, elle établit en 1 h 20 min 6 s le nouveau record du parcours de la Skåla Opp à Loen.

## Palmarès en biathlon
- en relais aux championnats de Norvège de biathlon 1985
- en relais aux championnats de Norvège de biathlon 1986 (ou 1987)[1]

## Palmarès en athlétisme

### Route/cross
| Année | Compétition                              | Lieu        | Place | Épreuve          | Performance     |
| ----- | ---------------------------------------- | ----------- | ----- | ---------------- | --------------- |
| 1986  | Championnats du monde de cross-country   | Colombier   | 30e   | Cross-country    | 15 min 36 s     |
| 1987  | Championnats du monde de cross-country   | Varsovie    | 42e   | Cross-country    | 17 min 52 s     |
| 1987  | Championnats de Norvège de cross-country | Langevåg    | 1re   | Cross-country    | 37 min 40 s     |
| 1991  | Course de l'Escalade                     | Genève      | 2e    | Course populaire | 22 min 13 s     |
| 1992  | Championnats de Norvège de cross-country | Modum       | 1re   | Cross-country    | 33 min 42 s     |
| 1992  | Course de l'Escalade                     | Genève      | 2e    | Course populaire | 21 min 53 s     |
| 1993  | Eurocross                                | Diekirch    | 3e    | Cross-country    | 16 min 51 s     |
| 1993  | Championnats du monde de cross-country   | Amorebieta  | 42e   | Cross-country    | 21 min 3 s      |
| 1993  | Championnats de Norvège de cross-country | Leirvik     | 1re   | Cross-country    | 20 min 56 s     |
| 1994  | Championnats du monde de semi-marathon   | Oslo        | 37e   | Semi-marathon    | 1 h 13 min 40 s |
| 1994  | Marathon de Francfort                    | Francfort   | 2e    | Marathon         | 2 h 34 min 1 s  |
| 1995  | Marathon de Londres                      | Londres     | 10e   | Marathon         | 2 h 33 min 56 s |
| 1995  | Marathon de Francfort                    | Francfort   | 4e    | Marathon         | 2 h 40 min 8 s  |
| 1996  | Championnats de Norvège de semi-marathon | Fredrikstad | 1re   | Semi-marathon    | 1 h 12 min 21 s |
| 1996  | Marathon de Londres                      | Londres     | 5e    | Marathon         | 2 h 31 min 7 s  |
| 1996  | Semi-marathon de Fairfield               | Fairfield   | 1re   | Semi-marathon    | 1 h 13 min 50 s |
| 1996  | Jeux Olympiques d'été                    | Atlanta     | 48e   | Marathon         | 2 h 43 min 58 s |
| 1996  | Semi-marathon d'Oslo                     | Oslo        | 4e    | Semi-marathon    | 1 h 16 min 39 s |
| 1996  | Marathon de Berlin                       | Berlin      | 7e    | Marathon         | 2 h 30 min 8 s  |
| 1997  | Marathon de Stockholm                    | Stockholm   | 1re   | Marathon         | 2 h 33 min 26 s |
| 2005  | Championnats de Norvège de cross-country | Jessheim    | 1re   | Cross-country    | 22 min 30 s     |

### Course en montagne
| no  | féminin            | Course                                                  | Longueur | Départ            | Temps           |
| --- | ------------------ | ------------------------------------------------------- | -------- | ----------------- | --------------- |
| 17e | Médaille d'or      | Championnats de Norvège de course en montagne           | 8,2 km   | 13 août 2005      | 1 h 23 min 3 s  |
|     | Médaille d'or      | Championnats de Norvège de course en montagne           | 5,7 km   | 5 août 2006       | 56 min 37 s     |
| 17e | Médaille d'or      | Skåla Opp                                               | 8,2 km   | 19 août 2006      | 1 h 21 min 50 s |
| 4e  | 4e                 | Trophée mondial de course en montagne                   | 8,4 km   | 10 septembre 2006 | 48 min 47 s     |
|     | Médaille de bronze | Course de montagne du Ranch Obudu                       | 11,5 km  | 25 novembre 2006  | 54 min 56 s     |
| 1re | Médaille d'or      | Championnats d'Europe de course en montagne             | 8,5 km   | 8 juillet 2007    | 51 min 45 s     |
|     | Médaille d'or      | Championnats de Norvège de course en montagne           | 8,6 km   | 11 août 2007      | 1 h 5 min 53 s  |
| 8e  | Médaille d'or      | Skåla Opp                                               | 8,2 km   | 18 août 2007      | 1 h 20 min 43 s |
| 21e | Médaille d'or      | Challenge mondial de course en montagne longue distance | 42,2 km  | 8 septembre 2007  | 3 h 23 min 5 s  |
|     | Médaille d'or      | Championnats de Norvège de course en montagne           | 6,4 km   | 28 juin 2008      | 1 h 20 min 32 s |
| 17e | Médaille d'or      | Skåla Opp                                               | 8,2 km   | 16 août 2008      | 1 h 20 min 6 s  |
| 6e  | 6e                 | Trophée mondial de course en montagne                   | 8,3 km   | 14 septembre 2008 | 46 min 2 s      |
| 32e | Médaille de bronze | Skåla Opp                                               | 8,2 km   | 14 août 2010      | 1 h 27 min 10 s |
| 11e | 8e                 | Challenge mondial de course en montagne longue distance | 42,2 km  | 8 septembre 2012  | 3 h 41 min 55 s |

## Records
| Épreuve       | Performance     | Date            | Lieu               |
| ------------- | --------------- | --------------- | ------------------ |
| 1 500 mètres  | 4 min 26 s 61   | 24 août 1985    | Cottbus            |
| 3 000 mètres  | 9 min 12 s 80   | 19 juillet 1986 | Athènes            |
| 5 000 mètres  | 15 min 44 s 66  | 4 juillet 1992  | Oslo               |
| 5 kilomètres  | 16 min 42 s     | 21 mai 2005     | Oslo               |
| 10 kilomètres | 36 min 6 s      | 29 avril 2001   | Oslo               |
| 15 kilomètres | 50 min 27 s     | 11 mars 1995    | Alphen-sur-le-Rhin |
| Semi-marathon | 1 h 21 min 21 s | 24 mars 1996    | Fredrikstad        |
| Marathon      | 2 h 30 min 8 s  | 24 mars 1996    | Berlin             |